# Prohydata versifusa
Prohydata versifusa là một loài bướm đêm trong họ Geometridae.